# Mateus Uribe
Andrés Mateus Uribe Villa (Medellín, 21 marzo 1991) è un calciatore colombiano, centrocampista dell'Atlético Nacional e della nazionale colombiana.

## Caratteristiche tecniche
Gioca principalmente come mediano ma essendo un calciatore duttile e molto rapido può essere schierato come centrocampista centrale grazie alla sua buona tecnica di base. Dimostra notevole abilità anche nel palleggio e nella visione di gioco, nonché nelle conclusioni dalla lunga distanza andando spesso a segno, è molto bravo negli inserimenti senza palla.

## Carriera

### Club
Cresciuto calcisticamente nelle file argentine del Deportivo Español, nella stagione 2010-2011 disputa quattro partite segnando due reti in PB.
Il 1º gennaio 2012 passa all'Envigado società della massima serie colombiana andando così a giocare in patria, collezionando globalmente in tre anni tra tutte le competizioni 102 presenze andando a segno 10 volte. Nel gennaio 2015 passa in prestito al Deportes Tolima, dove rimane per un anno e mezzo, raccogliendo 64 presenze e 13 reti.
Nel luglio 2016 è passato all'Atlético Nacional, dove in un anno ha collezionato 47 presenze e 8 reti.
Il 1º agosto 2017 si trasferisce ai messicani del Club América dove firma un contratto triennale. Le sue ottime prestazioni in Messico attirano il c.t. della sua Nazionale José Pekerman per convocarlo ai Mondiali 2018.
Il 5 giugno 2023 firma un contratto triennale con i qatarioti dell'Al-Sadd, con decorrenza dal 1º luglio seguente. Il 6 gennaio 2025 annuncia la rescissione contrattuale con il club.

### Nazionale
Debutta con la nazionale colombiana il 25 gennaio 2017 giocando da titolare per tutti e 90 i minuti, nella partita amichevole disputata a Rio de Janeiro, contro il Brasile. Due mesi più tardi il 23 marzo seguente, gioca nuovamente come titolare per 64 minuti nella partita interna valida per le qualificazioni ai mondiali 2018 contro la Bolivia. È stato poi convocato per i Mondiali 2018 in Russia, dove gioca 3 partite su 4 della selezione sudamericana che esce ai rigori agli ottavi contro l'Inghilterra. Nella sfida con la Nazionale britannica Uribe subentra a Carlos Sánchez al 79º minuto, propiziando con un grande tiro dalla distanza il corner da cui è nato il gol dell'1-1 (segnato di testa da Yerry Mina); tuttavia ai rigori Uribe si rende protagonista in negativo sbagliando il quarto rigore tirato dalla Colombia; per via di questo errore dal dischetto Uribe è stato vittima di minacce di morte.

## Statistiche

### Presenze e reti nei club
Statistiche aggiornate all'11 marzo 2021
| Stagione             | Squadra              | Campionato           | Campionato | Campionato | Coppe nazionali | Coppe nazionali | Coppe nazionali | Coppe continentali | Coppe continentali | Coppe continentali | Altre coppe | Altre coppe | Altre coppe | Totale | Totale |
| Stagione             | Squadra              | Comp                 | Pres       | Reti       | Comp            | Pres            | Reti            | Comp               | Pres               | Reti               | Comp        | Pres        | Reti        | Pres   | Reti   |
| -------------------- | -------------------- | -------------------- | ---------- | ---------- | --------------- | --------------- | --------------- | ------------------ | ------------------ | ------------------ | ----------- | ----------- | ----------- | ------ | ------ |
| 2010-2011            | Deportivo Español    | PB                   | 4          | 2          | -               | -               | -               | -                  | -                  | -                  | -           | -           | -           | 4      | 2      |
| 2012                 | Envigado             | PD                   | 30         | 1          | CC              | 5               | 1               | CS                 | 4                  | 0                  | -           | -           | -           | 39     | 3      |
| 2013                 | Envigado             | PD                   | 28         | 3          | CC              | 4               | 1               | -                  | -                  | -                  | -           | -           | -           | 32     | 4      |
| 2014                 | Envigado             | PD                   | 29         | 3          | CC              | 2               | 0               | -                  | -                  | -                  | -           | -           | -           | 31     | 3      |
| Totale Envigado      | Totale Envigado      | Totale Envigado      | 87         | 7          |                 | 11              | 3               |                    | 4                  | 0                  |             | -           | -           | 102    | 10     |
| 2015                 | Deportes Tolima      | PD                   | 33         | 2          | CC              | 7               | 1               | CS                 | 3                  | 0                  | -           | -           | -           | 43     | 3      |
| 2016                 | Deportes Tolima      | PD                   | 16         | 7          | CC              | 5               | 3               | -                  | -                  | -                  | -           | -           | -           | 21     | 10     |
| Totale Dep. Tolima   | Totale Dep. Tolima   | Totale Dep. Tolima   | 49         | 9          |                 | 12              | 4               |                    | 3                  | 0                  |             | -           | -           | 64     | 13     |
| 2016                 | Atlético Nacional    | PD                   | 11         | 1          | CC              | 8               | 0               | CS                 | 7                  | 0                  | Cmc         | 2           | 0           | 28     | 2      |
| 2017                 | Atlético Nacional    | PD                   | 17         | 5          | CC              | 0               | 0               | CL                 | 2                  | 1                  | RS          | 0           | 0           | 19     | 6      |
| Totale Atl. Nacional | Totale Atl. Nacional | Totale Atl. Nacional | 28         | 6          |                 | 8               | 0               |                    | 9                  | 1                  |             | 2           | 0           | 47     | 7      |
| 2017-2018            | América              | PD                   | 27+3       | 11+0       | CM              | 3               | 0               | CCL                | 5                  | 3                  | -           | -           | -           | 38     | 14     |
| 2018-2019            | América              | PD                   | 28+5       | 3+0        | CM              | 5               | 0               | -                  | -                  | -                  | -           | -           | -           | 38     | 3      |
| ago.2019             | América              | PD                   | 2          | 1          | CM              | -               | -               | LC                 | 1                  | 0                  | SM          | 1           | 0           | 4      | 1      |
| Totale Club America  | Totale Club America  | Totale Club America  | 65         | 15         |                 | 8               | 0               |                    | 6                  | 3                  |             | 1           | 0           | 80     | 18     |
| 2019-2020            | Porto                | PL                   | 26         | 1          | TP+CdL          | 4+3             | 0+0             | UCL+UEL            | 1+7                | 0+0                | -           | -           | -           | 41     | 1      |
| 2020-2021            | Porto                | PL                   | 31         | 4          | TP+CdL          | 3+2             | 0+0             | UCL                | 9                  | 1                  | SP          | 1           | 0           | 46     | 5      |
| 2021-2022            | Porto                | PL                   | 25         | 1          | TP+CdL          | 5+0             | 2+0             | UCL+UEL            | 4+4                | 0+1                | -           | -           | -           | 38     | 4      |
| 2022-2023            | Porto                | PL                   | 31         | 4          | TP+CdL          | 6+6             | 0+0             | UCL                | 7                  | 1                  | SP          | 1           | 0           | 51     | 5      |
| Totale Porto         | Totale Porto         | Totale Porto         | 114        | 11         |                 | 29              | 2               |                    | 33                 | 4                  |             | 2           | 0           | 178    | 17     |
| 2023-2024            | Al-Sadd              | QSL                  | 9          | 0          | QSC+EQC         | 1+4             | 0+1             | ACL                | 5                  | 1                  | CdC         | 4           | 0           | 23     | 2      |
| Totale carriera      | Totale carriera      | Totale carriera      | 356        | 50         |                 | 73              | 10              |                    | 60                 | 9                  |             | 9           | 0           | 498    | 69     |

### Cronologia presenze e reti in nazionale
| Cronologia completa delle presenze e delle reti in nazionale ― Colombia | Cronologia completa delle presenze e delle reti in nazionale ― Colombia | Cronologia completa delle presenze e delle reti in nazionale ― Colombia | Cronologia completa delle presenze e delle reti in nazionale ― Colombia | Cronologia completa delle presenze e delle reti in nazionale ― Colombia | Cronologia completa delle presenze e delle reti in nazionale ― Colombia | Cronologia completa delle presenze e delle reti in nazionale ― Colombia | Cronologia completa delle presenze e delle reti in nazionale ― Colombia |
| Data                                                                    | Città                                                                   | In casa                                                                 | Risultato                                                               | Ospiti                                                                  | Competizione                                                            | Reti                                                                    | Note                                                                    |
| ----------------------------------------------------------------------- | ----------------------------------------------------------------------- | ----------------------------------------------------------------------- | ----------------------------------------------------------------------- | ----------------------------------------------------------------------- | ----------------------------------------------------------------------- | ----------------------------------------------------------------------- | ----------------------------------------------------------------------- |
| 25-1-2017                                                               | Rio de Janeiro                                                          | Brasile                                                                 | 1 – 0                                                                   | Colombia                                                                | Amichevole                                                              | -                                                                       |                                                                         |
| 23-3-2017                                                               | Barranquilla                                                            | Colombia                                                                | 1 – 0                                                                   | Bolivia                                                                 | Qual. Mondiali 2018                                                     | -                                                                       | 64’                                                                     |
| 28-3-2017                                                               | Quito                                                                   | Ecuador                                                                 | 0 – 2                                                                   | Colombia                                                                | Qual. Mondiali 2018                                                     | -                                                                       | 73’                                                                     |
| 10-11-2017                                                              | Suwon                                                                   | Corea del Sud                                                           | 2 – 1                                                                   | Colombia                                                                | Amichevole                                                              | -                                                                       | 46’                                                                     |
| 14-11-2017                                                              | Chongqing                                                               | Cina                                                                    | 0 – 4                                                                   | Colombia                                                                | Amichevole                                                              | -                                                                       | 68’                                                                     |
| 23-3-2018                                                               | Saint-Denis                                                             | Francia                                                                 | 2 – 3                                                                   | Colombia                                                                | Amichevole                                                              | -                                                                       | 90’                                                                     |
| 27-3-2018                                                               | Londra                                                                  | Colombia                                                                | 0 – 0                                                                   | Australia                                                               | Amichevole                                                              | -                                                                       | 70’                                                                     |
| 1-6-2018                                                                | Bergamo                                                                 | Egitto                                                                  | 0 – 0                                                                   | Colombia                                                                | Amichevole                                                              | -                                                                       | 63’                                                                     |
| 24-6-2018                                                               | Kazan'                                                                  | Polonia                                                                 | 0 – 3                                                                   | Colombia                                                                | Mondiali 2018 - 1º turno                                                | -                                                                       | 32’                                                                     |
| 28-6-2018                                                               | Samara                                                                  | Senegal                                                                 | 0 – 1                                                                   | Colombia                                                                | Mondiali 2018 - 1º turno                                                | -                                                                       | 83’                                                                     |
| 3-7-2018                                                                | Tušino                                                                  | Colombia                                                                | 1 – 1 dts (3 – 4 dtr)                                                   | Inghilterra                                                             | Mondiali 2018 - Ottavi di finale                                        | -                                                                       | 79’                                                                     |
| 7-9-2018                                                                | Miami                                                                   | Venezuela                                                               | 1 – 2                                                                   | Colombia                                                                | Amichevole                                                              | -                                                                       |                                                                         |
| 11-9-2018                                                               | East Rutherford                                                         | Argentina                                                               | 0 – 0                                                                   | Colombia                                                                | Amichevole                                                              | -                                                                       | 62’ 90+1’                                                               |
| 12-10-2018                                                              | Tampa                                                                   | Stati Uniti                                                             | 2 – 4                                                                   | Colombia                                                                | Amichevole                                                              | -                                                                       |                                                                         |
| 17-10-2018                                                              | Harrison                                                                | Colombia                                                                | 3 – 1                                                                   | Costa Rica                                                              | Amichevole                                                              | -                                                                       | 64’                                                                     |
| 22-3-2019                                                               | Yokohama                                                                | Giappone                                                                | 0 – 1                                                                   | Colombia                                                                | Amichevole                                                              | -                                                                       | 82’                                                                     |
| 26-3-2019                                                               | Seul                                                                    | Corea del Sud                                                           | 2 – 1                                                                   | Colombia                                                                | Amichevole                                                              | -                                                                       | cap. 83’                                                                |
| 9-6-2019                                                                | Lima                                                                    | Perù                                                                    | 0 – 3                                                                   | Colombia                                                                | Amichevole                                                              | 2                                                                       | 80’                                                                     |
| 15-6-2019                                                               | Salvador de Bahia                                                       | Argentina                                                               | 0 – 2                                                                   | Colombia                                                                | Coppa America 2019 - 1º turno                                           | -                                                                       |                                                                         |
| 19-6-2019                                                               | San Paolo                                                               | Colombia                                                                | 1 – 0                                                                   | Qatar                                                                   | Coppa America 2019 - 1º turno                                           | -                                                                       | 73’                                                                     |
| 29-6-2016                                                               | San Paolo                                                               | Colombia                                                                | 0 – 0 (4 – 5 dtr)                                                       | Cile                                                                    | Coppa America 2019 - Quarti di finale                                   | -                                                                       | 67’                                                                     |
| 7-9-2019                                                                | Miami Gardens                                                           | Brasile                                                                 | 2 – 2                                                                   | Colombia                                                                | Amichevole                                                              | -                                                                       | 61’                                                                     |
| 10-9-2019                                                               | Tampa                                                                   | Colombia                                                                | 0 – 0                                                                   | Venezuela                                                               | Amichevole                                                              | -                                                                       | 75’                                                                     |
| 15-10-2019                                                              | Lilla                                                                   | Algeria                                                                 | 3 – 0                                                                   | Colombia                                                                | Amichevole                                                              | -                                                                       | 70’                                                                     |
| 16-11-2019                                                              | Miami Gardens                                                           | Colombia                                                                | 1 – 0                                                                   | Perù                                                                    | Amichevole                                                              | -                                                                       | 46’                                                                     |
| 19-11-2019                                                              | Harrison                                                                | Ecuador                                                                 | 0 – 1                                                                   | Colombia                                                                | Amichevole                                                              | 1                                                                       | 73’                                                                     |
| 13-11-2020                                                              | Barranquilla                                                            | Colombia                                                                | 0 – 3                                                                   | Uruguay                                                                 | Qual. Mondiali 2022                                                     | -                                                                       | 65’                                                                     |
| 17-11-2020                                                              | Quito                                                                   | Ecuador                                                                 | 6 – 1                                                                   | Colombia                                                                | Qual. Mondiali 2022                                                     | -                                                                       |                                                                         |
| 4-6-2021                                                                | Lima                                                                    | Perù                                                                    | 0 – 3                                                                   | Colombia                                                                | Qual. Mondiali 2022                                                     | 1                                                                       | 72’                                                                     |
| 8-6-2021                                                                | Barranquilla                                                            | Colombia                                                                | 2 – 2                                                                   | Argentina                                                               | Qual. Mondiali 2022                                                     | -                                                                       |                                                                         |
| 13-6-2021                                                               | Cuiabá                                                                  | Colombia                                                                | 1 – 0                                                                   | Ecuador                                                                 | Coppa America 2021 - 1º turno                                           | -                                                                       | 25’ 61’                                                                 |
| 17-6-2021                                                               | Goiânia                                                                 | Colombia                                                                | 0 – 0                                                                   | Venezuela                                                               | Coppa America 2021 - 1º turno                                           | -                                                                       | 88’                                                                     |
| 23-6-2021                                                               | Rio de Janeiro                                                          | Brasile                                                                 | 2 – 1                                                                   | Colombia                                                                | Coppa America 2021 - 1º turno                                           | -                                                                       |                                                                         |
| 2-9-2021                                                                | La Paz                                                                  | Bolivia                                                                 | 1 – 1                                                                   | Colombia                                                                | Qual. Mondiali 2022                                                     | -                                                                       | 74’                                                                     |
| 5-9-2021                                                                | Asunción                                                                | Paraguay                                                                | 1 – 1                                                                   | Colombia                                                                | Qual. Mondiali 2022                                                     | -                                                                       |                                                                         |
| 9-9-2021                                                                | Barranquilla                                                            | Colombia                                                                | 3 – 1                                                                   | Cile                                                                    | Qual. Mondiali 2022                                                     | -                                                                       |                                                                         |
| 7-10-2021                                                               | Montevideo                                                              | Uruguay                                                                 | 0 – 0                                                                   | Colombia                                                                | Qual. Mondiali 2022                                                     | -                                                                       | 50’                                                                     |
| 10-10-2021                                                              | Barranquilla                                                            | Colombia                                                                | 0 – 0                                                                   | Brasile                                                                 | Qual. Mondiali 2022                                                     | -                                                                       |                                                                         |
| 14-10-2021                                                              | Barranquilla                                                            | Colombia                                                                | 0 – 0                                                                   | Ecuador                                                                 | Qual. Mondiali 2022                                                     | -                                                                       | 59’                                                                     |
| 28-1-2022                                                               | Barranquilla                                                            | Colombia                                                                | 0 – 1                                                                   | Perù                                                                    | Qual. Mondiali 2022                                                     | -                                                                       | 73’                                                                     |
| 1-2-2022                                                                | Córdoba                                                                 | Argentina                                                               | 1 – 0                                                                   | Colombia                                                                | Qual. Mondiali 2022                                                     | -                                                                       | 58’                                                                     |
| 24-3-2022                                                               | Barranquilla                                                            | Colombia                                                                | 3 – 0                                                                   | Bolivia                                                                 | Qual. Mondiali 2022                                                     | 1                                                                       | 74’                                                                     |
| 25-9-2022                                                               | Harrison                                                                | Colombia                                                                | 4 – 1                                                                   | Guatemala                                                               | Amichevole                                                              | -                                                                       | 72’                                                                     |
| 24-3-2023                                                               | Ulsan                                                                   | Corea del Sud                                                           | 2 – 2                                                                   | Colombia                                                                | Amichevole                                                              | -                                                                       | cap.                                                                    |
| 28-3-2023                                                               | Ōsaka                                                                   | Giappone                                                                | 1 – 2                                                                   | Colombia                                                                | Amichevole                                                              | -                                                                       | cap.                                                                    |
| 16-6-2023                                                               | Valencia                                                                | Colombia                                                                | 1 – 0                                                                   | Iraq                                                                    | Amichevole                                                              | -                                                                       | 59’                                                                     |
| 20-6-2023                                                               | Gelsenkirchen                                                           | Germania                                                                | 0 – 2                                                                   | Colombia                                                                | Amichevole                                                              | -                                                                       | 90+4’                                                                   |
| 7-9-2023                                                                | Barranquilla                                                            | Colombia                                                                | 1 – 0                                                                   | Venezuela                                                               | Qual. Mondiali 2026                                                     | -                                                                       | 85’                                                                     |
| 12-9-2023                                                               | Santiago del Cile                                                       | Cile                                                                    | 0 – 0                                                                   | Colombia                                                                | Qual. Mondiali 2026                                                     | -                                                                       | cap.                                                                    |
| 12-10-2023                                                              | Barranquilla                                                            | Colombia                                                                | 2 – 2                                                                   | Uruguay                                                                 | Qual. Mondiali 2026                                                     | 1                                                                       | 67’                                                                     |
| 17-10-2023                                                              | Quito                                                                   | Ecuador                                                                 | 0 – 0                                                                   | Colombia                                                                | Qual. Mondiali 2026                                                     | -                                                                       | 75’                                                                     |
| 16-11-2023                                                              | Barranquilla                                                            | Colombia                                                                | 2 – 1                                                                   | Brasile                                                                 | Qual. Mondiali 2026                                                     | -                                                                       | 46’                                                                     |
| 21-11-2023                                                              | Asunción                                                                | Paraguay                                                                | 0 – 1                                                                   | Colombia                                                                | Qual. Mondiali 2026                                                     | -                                                                       | 81’                                                                     |
| 8-6-2024                                                                | Landover                                                                | Stati Uniti                                                             | 1 – 5                                                                   | Colombia                                                                | Amichevole                                                              | -                                                                       | 46’                                                                     |
| 15-6-2024                                                               | East Hartford                                                           | Colombia                                                                | 3 – 0                                                                   | Bolivia                                                                 | Amichevole                                                              | -                                                                       | 70’                                                                     |
| 24-6-2024                                                               | Houston                                                                 | Colombia                                                                | 2 – 1                                                                   | Paraguay                                                                | Coppa America 2024 - 1º turno                                           | -                                                                       | 68’                                                                     |
| 28-6-2024                                                               | Glendale                                                                | Colombia                                                                | 3 – 0                                                                   | Costa Rica                                                              | Coppa America 2024 - 1º turno                                           | -                                                                       | 46’                                                                     |
| 2-7-2024                                                                | Santa Clara                                                             | Brasile                                                                 | 1 – 1                                                                   | Colombia                                                                | Coppa America 2024 - 1º turno                                           | -                                                                       | 76’                                                                     |
| 6-7-2024                                                                | Glendale                                                                | Colombia                                                                | 5 – 0                                                                   | Panama                                                                  | Coppa America 2024 - Quarti di finale                                   | -                                                                       | 45’                                                                     |
| 10-7-2024                                                               | Charlotte                                                               | Uruguay                                                                 | 0 – 1                                                                   | Colombia                                                                | Coppa America 2024 - Semifinale                                         | -                                                                       | 61’                                                                     |
| 14-7-2024                                                               | Miami Gardens                                                           | Argentina                                                               | 1 – 0 dts                                                               | Colombia                                                                | Coppa America 2024 - Finale                                             | -                                                                       | 105’                                                                    |
| 10-10-2024                                                              | El Alto                                                                 | Bolivia                                                                 | 1 – 0                                                                   | Colombia                                                                | Qual. Mondiali 2026                                                     | -                                                                       | 46’                                                                     |
| Totale                                                                  |                                                                         | Presenze                                                                | 62                                                                      |                                                                         | Reti                                                                    | 6                                                                       |                                                                         |

## Palmarès

### Club

#### Competizioni nazionali
- Copa Colombia: 1

Atlético Nacional: 2016
- Campionato colombiano: 1

Atlético Nacional: Apertura 2017
- Campionato portoghese: 2

Porto: 2019-2020, 2021-2022
- Coppa del Portogallo: 3

Porto: 2019-2020, 2021-2022, 2022-2023
- Supercoppa di Portogallo: 1

Porto: 2020
- Coppa di Lega portoghese: 1

Porto: 2022-2023
- Súper Liga: 1

Atlético Nacional: 2025
- Coppa dell'Emiro del Qatar: 1

Al-Sadd: 2023-2024

#### Competizioni internazionali
- Coppa Libertadores: 1

Atletico Nacional: 2016
- Recopa Sudamericana: 1

Atlético National: 2017

### Individuale
- Squadra della stagione della CONCACAF Champions League: 1

2018